# Prostitution à Paris

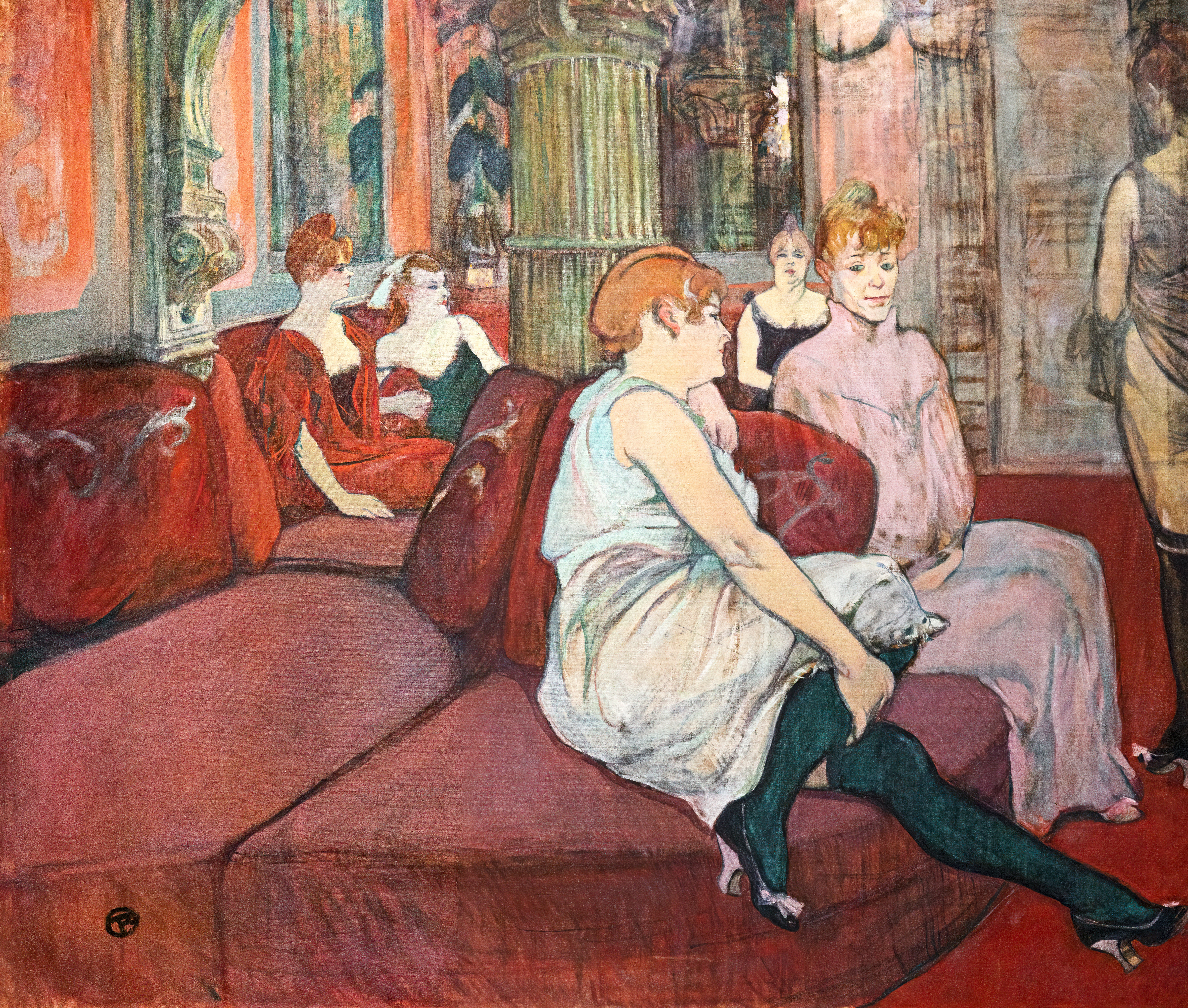
Salon de La Fleur blanche en 1894 à Paris par Toulouse-Lautrec.

La prostitution à Paris — avec ses établissements spécialisés, la prostitution de rue ou la cyberprostitution — est issue d’une longue histoire mais aussi d’une modernité propre à la capitale française.

## Histoire

### Le Moyen Âge
Louis XI organise la profession en délimitant les rues où les ribaudes peuvent exercer. Le roi les considérait comme « des folles ou ivrognesses de leur corps ».
En 1446 de nouvelles règles viennent conforter les mesures prises en interdisant le port de certaines tenues jugées racoleuses ; plume, fourrure et la renommée ceinture dorée.

### L'époque moderne
Les femmes  sont enfermées à la Salpêtrière, créée en 1656 par Louis XIV.

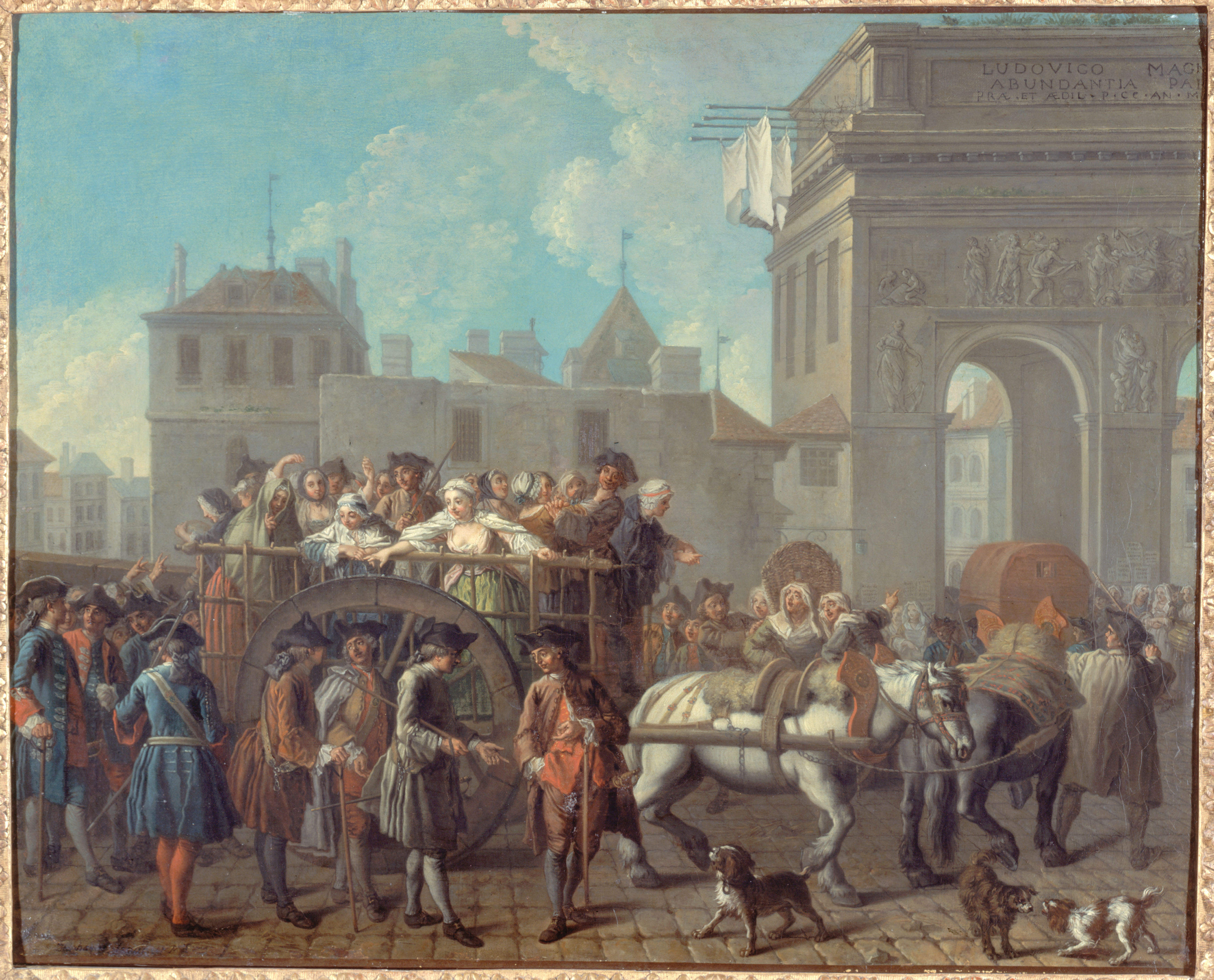
La conduite des filles de joie à la Salpêtrière par Étienne Jeaurat en 1755.

Avant la Révolution française en 1789, les prostituées dites normales de Paris sont évaluées au nombre de 30 000 et les prostituées qualifiées de luxe à 10 000. Au début de la Révolution, la dépénalisation est à l'ordre du jour, les ordonnances royales sont abandonnées et en 1791 la prostitution ne figure plus dans le droit criminel,. En 1791 parait une curiosité, l’Almanach des demoiselles de Paris, de tout genre et de toutes les classes ou le Calendrier du plaisir, qui répertorie les prostituées indiquant notamment leurs prix et leurs spécialités. Cependant la population s'inquiète de l'augmentation des prostituées et la syphilis reste une menace. Le 4 octobre 1793, la commune de Paris prend un arrêté réglementaire interdisant aux prostituées de se tenir dans les espaces publics pour « y exciter au libertinage et à la débauche ». S'il conduit à l'arrestation et au contrôle sanitaire de plus de 400 prostituées en 1794, cet arrêté n'empêche pas le maintien développement de la prostitution, notamment au Palais-Royal qui devient alors le premier marché du sexe de la capitale avec ses nombreuses "filles" qui sillonnent les allées du jardin et les galeries du Palais, ses spectacles érotiques et ses boutiques dédiées à la prostitution.

### L'époque contemporaine

#### LeXIXesiècle

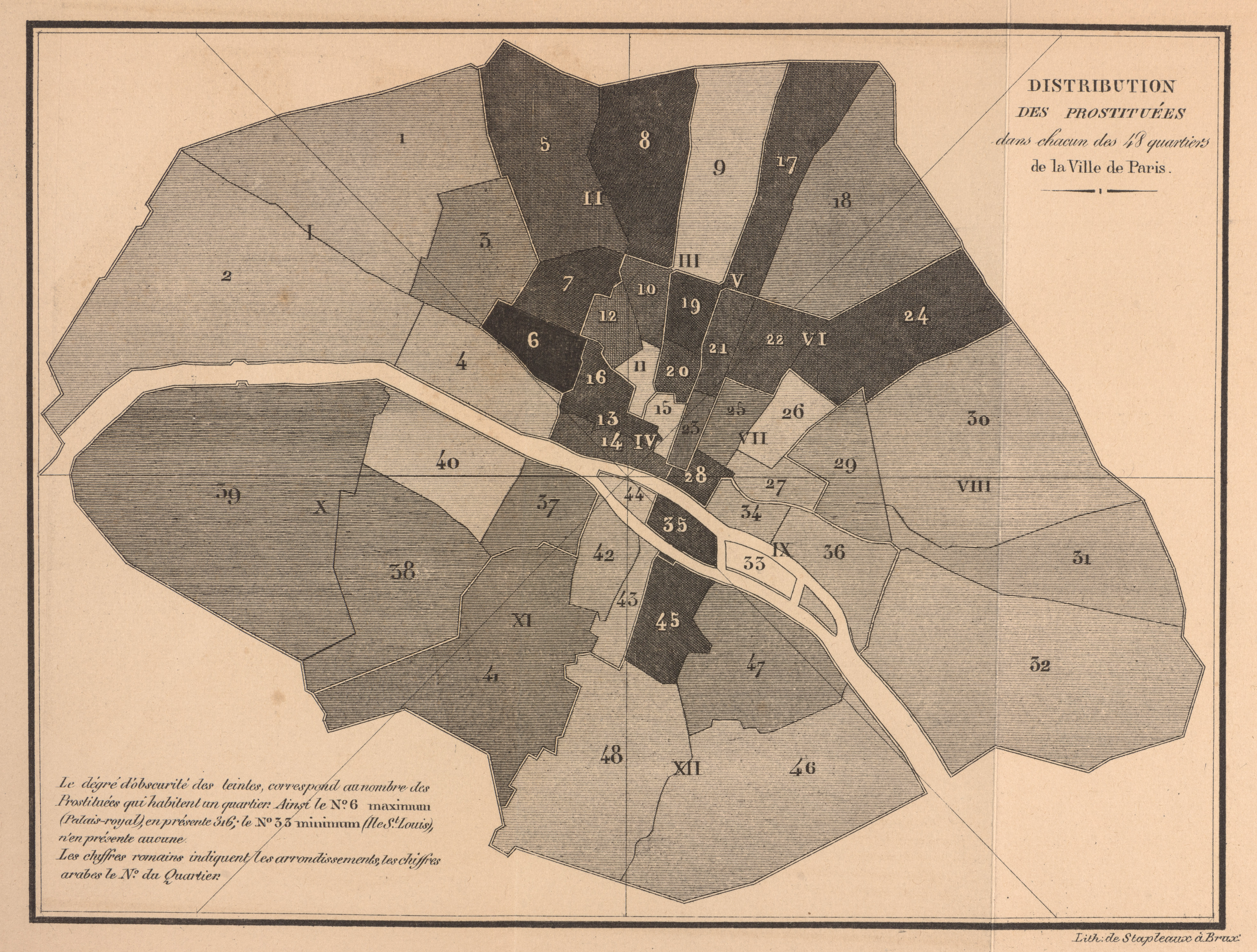
Carte de la répartition des prostituées à Paris, publiée par Alexandre Parent du Châtelet en 1836.

Sous la monarchie de Juillet, un médecin hygiéniste, spécialiste des égouts, Alexandre Parent du Châtelet publie, en 1836, l'ouvrage De la prostitution dans la ville de Paris, considérée sous le rapport de l'hygiène publique, de la morale et de l'administration : ouvrage appuyé de documens statistiques puisés dans les archives de la Préfecture de police qui restera pendant plusieurs décennies l'étude de référence sur la prostitution. Parent du Châtelet considère que la prostitution permet de maintenir l'ordre d'où une certaine tolérance mais il mentionne ses dangers et donc la nécessité de la contrôler. Pour ce faire, il préconise des maisons closes, un hôpital pour soigner les femmes atteintes des maladies vénériennes, une prison pour punir celles qui dérogent aux règles et des maisons de repentances. Les femmes prostituées doivent se déclarer à la préfecture de police et accepter un examen médical. Les femmes contaminées sont soignées à l'infirmerie, ouverte en 1836, de la prison Saint-Lazare, elles ne peuvent quitter l'établissement sans être guéries. L'ensemble du dispositif a pour finalité de contrôler et de cacher, autant que faire se peut, la prostitution considérée comme un mal nécessaire. Alexandre Parent du Châtelet indique : « Il importe de cacher la mort autant que le sexe, la chair en décomposition autant que la chair objet de désir ». En 1838, on dénombre précisément 7800 prostituées à Paris, à comparer à ses 1 034 000 habitants, chiffres figurant dans la Géographie universelle de Conrad Malte-Brun.
La Belle Époque voit par ailleurs se développer une certaine « visibilité homosexuelle » dans la capitale. Entre 1890 et la fin des années 1910, Paris compte une centaine de lieu de prostitution masculine, notamment dans les 2e et 11e arrondissements.

#### LeXXesiècle
Parmi les hommes nés entre 1920 et 1925, un sur cinq aurait connu sa première relation sexuelle dans une maison close.
En 1940, Paris occupée compte près de 7 000 pensionnaires hébergées dans 177 bordels (quarante étant réquisitionnés pour la Wehrmacht, cinq ou six exclusivement pour les officiers, les cadres de la SS et les collaborateurs français) et 6 000 filles en carte qui arpentent les trottoirs.
La capitale a ainsi compté de nombreuses maisons closes jusqu'à leur interdiction en 1946 avec la loi Marthe Richard, qui fait fermer les bordels parisiens. Parmi les plus célèbres, on compte le One-Two-Two, Le Chabanais, Le Sphinx ou encore La Fleur blanche.
Dans les années 1960, après la fermeture des maisons closes en 1946 et la suppression du fichier sanitaire en 1960, la syphilis a augmenté de 40 %. En 1966, il est dénombré à Paris 8 000 prostituées pour un million de clients occasionnels et 400 000 réguliers, le chiffre d'affaires est de l’ordre de 1 Milliard de franc. Neuf prostituées sur dix pratiquent dans une chambre d'hôtel et quatre sur cinq ont un souteneur. En 1967, après les poursuites contre les propriétaires des hôtels accueillant les prostituées, il reste 90 hôtels sur les 500 initiaux.  En janvier 1968, il est décidé la fermeture provisoire systématique des établissements en cas de poursuites judiciaires. La prostitution se déploie dans Paris : « les marcheuses des boulevards sélectionnent leur clientèle ; les amazones draguent en voiture ; les échassières se perchent sur les tabourets des bars américains ; les caravelles jouent les madones des sleepings, des aéroports et des palaces ; les bucoliques se répandent dans les 1 879 hectares de parc et de bois ».

#### LeXXIesiècle
La prostitution est autorisée en France, et donc à Paris. Toutefois certaines activités en lien avec la prostitution sont interdites, comme les maisons closes (depuis la loi Marthe Richard de 1946), le proxénétisme et la prostitution des mineurs. Par ailleurs, depuis la loi du 13 avril 2016, les clients des prostitués sont condamnables.
En 2004, selon l'OCRTEH (Office central de répression de la traite des êtres humains), il existe à Paris entre 7 000 et 7 500 personnes prostituées tous sexes confondus. Pour Marie-Elizabeth Handman et Janine Mossuz-Lavau ces chiffres ne prennent pas en compte des modes de prostitutions dont les acteurs n'ont jamais eu affaire avec la police comme les escorts qui trouvent des clients sur internet ou des femmes salariées qui se limitent à quelques passes dans le mois.
En 2010, Brain Magazine établit une cartographie de la prostitution à Paris par origine : travestis sud-américains au Bois de Boulogne ; prostituées africaines à Barbès-Rochechouart ainsi que dans des camionnettes qualifiées de « BMC » (bordels militaires de campagne) dans le Bois de Vincennes, françaises à Strasbourg - Saint-Denis ; chinoises, mongoles ou roumaines à la Porte Saint-Martin ; et enfin, le long des boulevards des Maréchaux, des prostituées roumaines, maghrébines ou africaines.
Depuis la loi visant à pénaliser les clients de la prostitution, votée en avril 2016, il a été comptabilisé jusqu'en 2017 la condamnation de plus de 400 clients à Paris. L'essentiel de ces contrevenants à la loi fréquentaient les camionnettes, les prostituées des boulevards des Maréchaux, aux portes de Paris où dans les bois de Boulogne et Vincennes et dans les 350 salons de massage dits érotique disséminés dans la capitale . Jean-Paul Mégret, patron de la brigade de répression du proxénétisme (BRP) de la Direction de la police judiciaire de Paris, considère que cette loi a pour effet de « chasser les filles de la rue pour les faire passer dans des hôtels ou des appartements, et tout se passe désormais via la cyberprostitution ».
La cyberprostitution se développe en réaction aux lois de répression de la prostitution. En 2019, environ 60 % de la prostitution s’effectue avec Internet.

#### Types de prostitution

##### Espaces publics

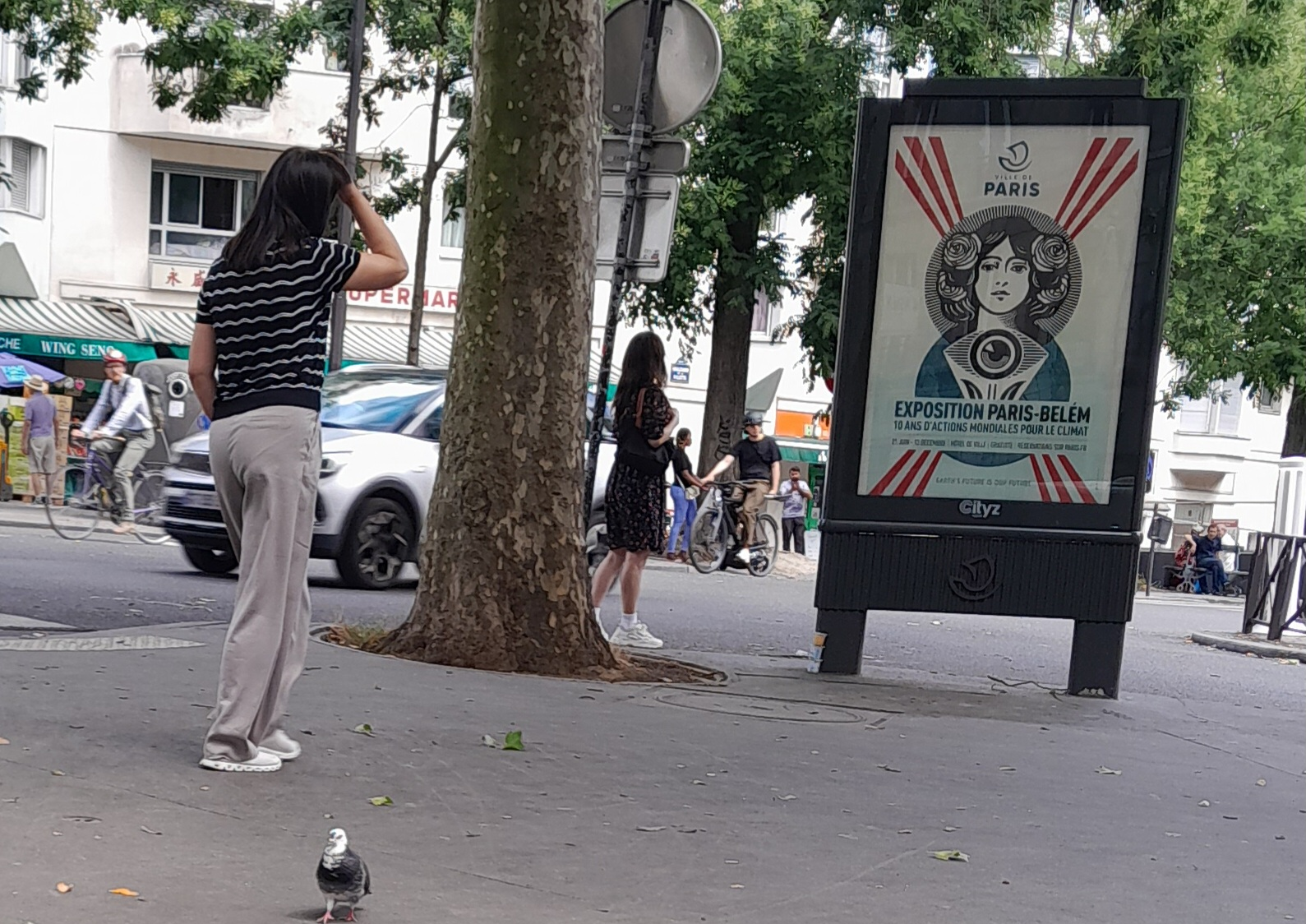
Marcheuses de Belleville (juin 2025).

Jusqu'à la fin des années 1980, la prostitution dans la rue Saint-Denis s'étendait depuis les halles de Paris à la porte Saint-Denis. Une fois les hôtels de passe et des studios fermés, une majorité des prostitués ont quitté les lieux et la moyenne d'âge a augmenté. La rue a compté par le passé jusqu'à 2 000 femmes.
La majorité des prostitués du bois de Boulogne sont étrangères. Elles se regroupent dans le bois par nationalité. La prostitution au bois de Vincennes est différente, elle s'effectue principalement dans des camionnettes. Les prostituées se connaissent toutes et partagent leur sécurité en regroupant les véhicules dans les mêmes emplacements.
La prostitution chinoise à Paris s'est développée à partir de la fin des années 1990. Les prostituées chinoises travaillent principalement sur les trottoirs de certains quartiers, où elles sont surnommées les marcheuses, dans des salons de massage ou à partir d'offres internet. En 2016, Médecins du monde estime à 1 450 le nombre de prostituées chinoises à Paris.

##### Internet
Avec la loi de 2003 sur le racolage, la prostitution sur Internet s'est fortement développée. En 2002,  108 sites concernaient Paris, puis en 2003 le nombre de sites parisiens passent à 482, en 2004 le chiffre a presque doublé avec 816 sites.

#### Prévention

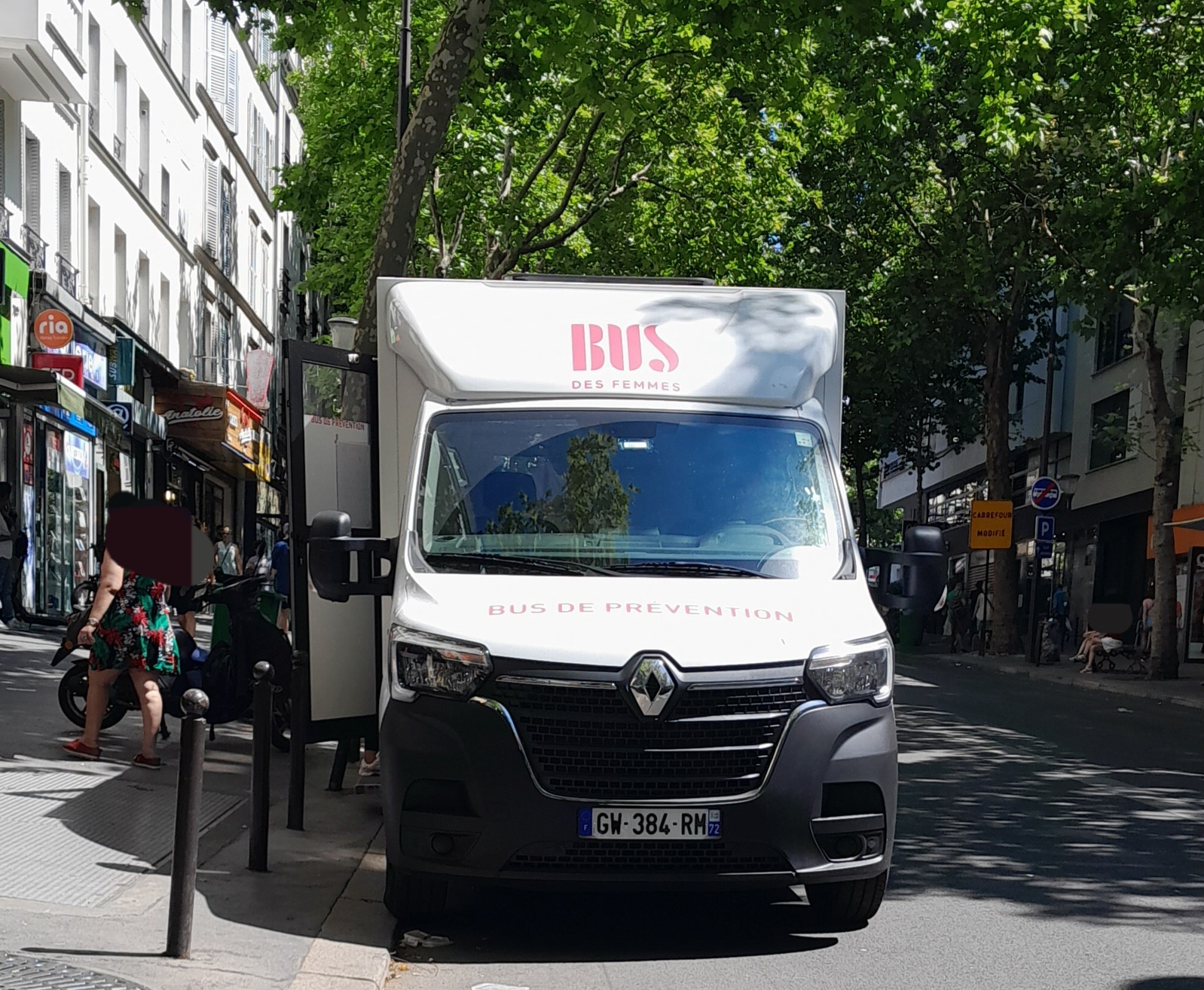
Le bus des femmes avenue de Clichy à Paris (juillet 2025).

L'association Les Amis du bus des femmes, créée en 1990 à l'initiative de femmes prostituées, travaille avec et pour les personnes prostituées en Île-de-France. Né pour informer les prostituées sur le sida, le Bus des femmes est rapidement devenu une passerelle entre le trottoir et les services médicaux, sociaux et administratifs,.

## Quartiers et rues en lien avec la prostitution
Plusieurs dénominations de rues ont fait historiquement références aux activités de prostitution qu’elles abritaient :
- La rue Brisemiche et la rue Baille-Hoë, ce qui veut dire « Donne-Joie » : en 1388 les membres de la paroisse Saint Merri font une pétition pour exiger l'expulsion des ribaudes mais les commerçants s'y opposent car elles font marcher le commerce[1].
- la rue du Poil-au-Con - actuelle rue du Pélican dans le 1er arrondissement de Paris[27].
- la rue Tire-Vit puis rue Tire-Boudin, le « vit » étant le sexe masculin (actuelle rue Marie-Stuart, dans le 2e arrondissement, près de la première porte Saint-Denis) ;
- la rue Gratte-Cul (actuelle rue Dussoubs, dans le 2e arrondissement, elle aussi près de la première porte Saint-Denis) ;
- la rue Trace-Putain - actuelle rue Beaubourg[28], dans le 3e arrondissement, menant de la porte Hydron à l'abbaye saint Martin-des-Champs) ;
- la rue Pute-y-Musse, la « pute y musarde », muser qui veut dire flâner en ancien Français, (actuelle rue du Petit-Musc, dans le 4e arrondissement, près de la première porte Saint-Antoine)[29].

## Prostitution à Paris dans l'art

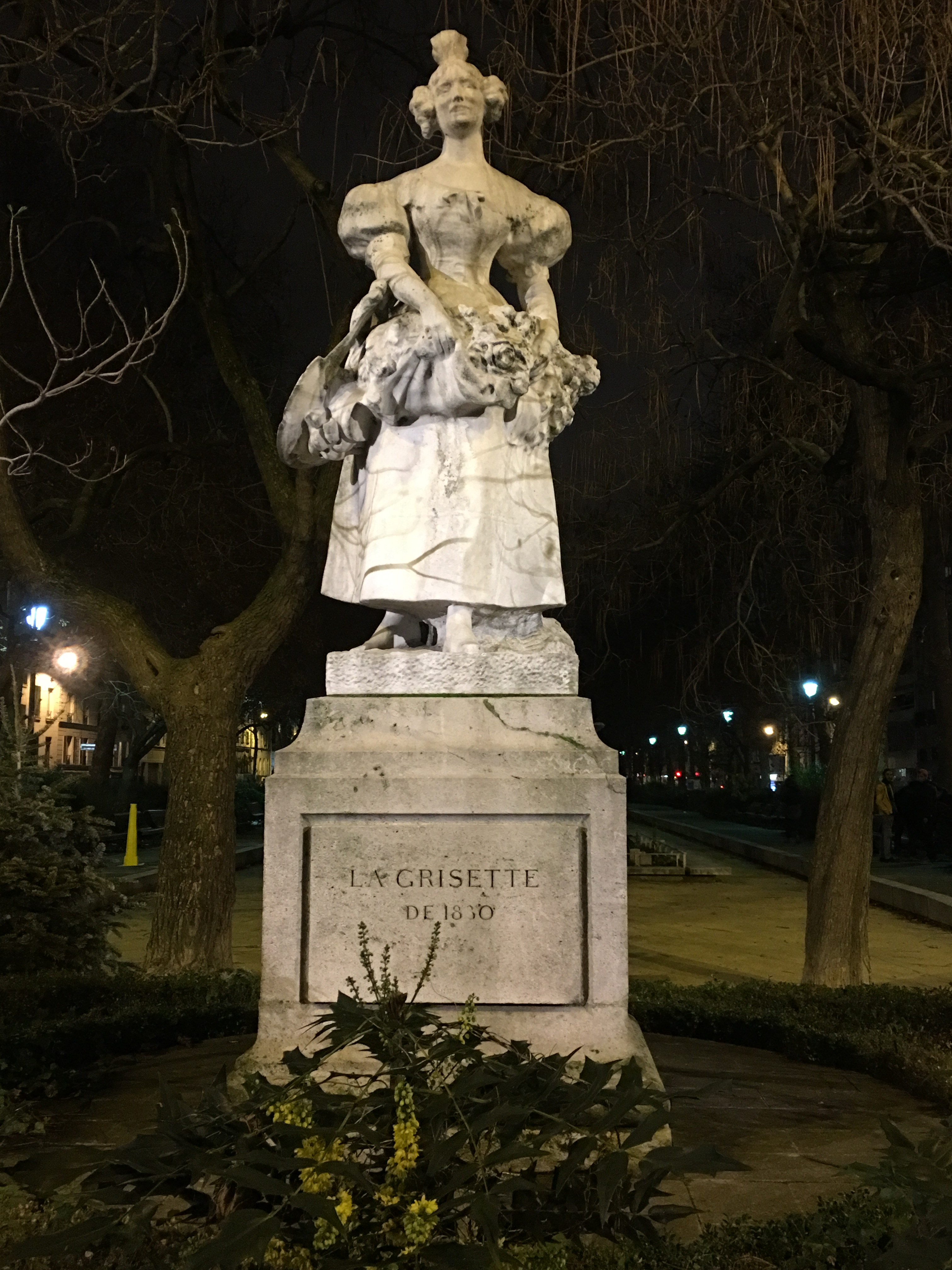
Statue d’une grisette, à Paris (œuvre de Jean-Bernard Descomps).

Charles Baudelaire indiquait « Qu’est-ce que l’art ? Prostitution ». En 2015, le musée d'Orsay présente l’exposition Splendeurs et misères. Images de la prostitution, 1850-1910  regroupant des œuvres dans le domaine de la peinture, de la sculpture et de la photographie.

### Littérature

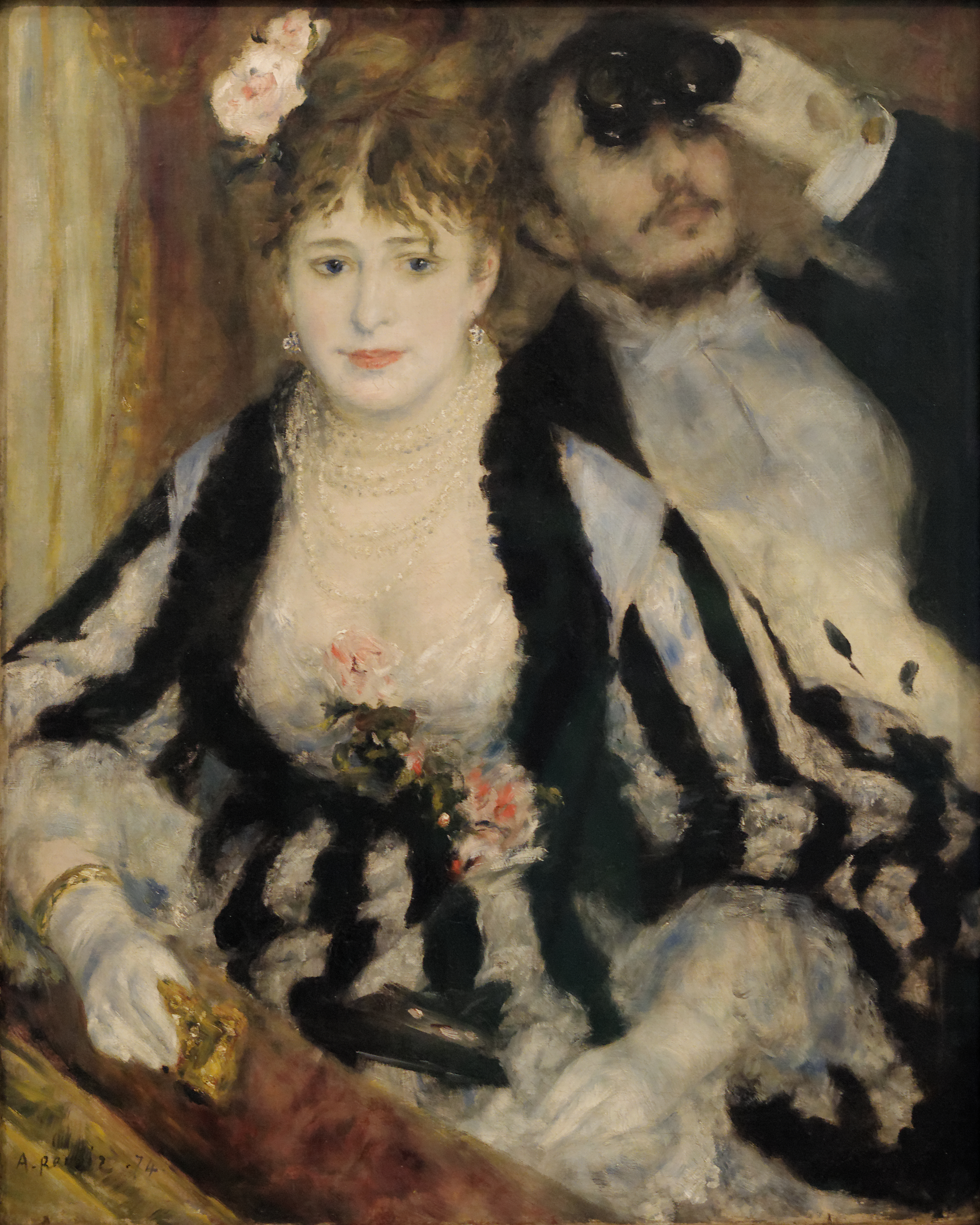
La Loge d'Auguste Renoir (1874). Cette œuvre a longtemps illustré l’édition de poche de Nana.

Avec Nana (1880), Émile Zola traite le thème de la prostitution féminine à travers le parcours d’une lorette puis cocotte dont les charmes ont affolé les plus hauts dignitaires du Second Empire, il a été inspiré par Blanche d'Antigny et par Berthe son premier amour mais le romancier y a aussi mis des éléments de Valtesse de La Bigne et Delphine de Lizy.
Belle de Jour, de Joseph Kessel (1928), raconte l'histoire d'une femme du monde inexplicablement attirée par la prostitution et ses étreintes brutales. Elle finit par retrouver le droit chemin après avoir causé le malheur du mari qu'elle aime.
Dans son ouvrage Jours tranquilles à Clichy, l'écrivain Henry Miller évoque sa vie de bohème à Paris dans les années 1930. Il en garde « l'impression d'un petit paradis sur terre », détaillant ses aventures sexuelles avec des prostituées, : « Par une journée grise, quand il faisait froid partout sauf dans les grands cafés, je goûtais à l’avance le plaisir de passer une heure ou deux au Wepler avant d’aller dîner. La lueur rose qui nimbait toute la salle émanait des putains qui se rassemblaient d’ordinaire près de l’entrée [...] Le coin où elles se réunissaient ressemblait à la Bourse où se négociait le marché du sexe, lequel avait ses hauts et ses bas, comme n'importe quel marché. Comme dit le proverbe, il n'y a que deux choses à faire quand il pleut et les putains ne perdaient jamais leur temps à jouer aux cartes ».
En 1976, Jeanne Cordelier publie La Dérobade dont sera tiré un film éponyme en 1979. Ce récit autobiographique raconte crûment la vie d'une prostituée parisienne durant cinq ans, dont le texte est parsemé d'argot parisien. La personnalité de Jeanne Cordelier fait également ressortir son côté titi parisienne.

### Cinéma
Au début des années 1930, Faubourg Montmartre retrace l'histoire dramatique de deux sœurs. L'une d'entre elles cherche à entrainer l'autre dans une vie de luxure. Alors qu'une perd son travail, l'autre sombre dans la prostitution et la drogue. Toutefois l'amour propose toujours une deuxième chance...
En 1979, La Dérobade, réalisé par Daniel Duval, est une adaptation du roman éponyme de Jeanne Cordelier, publié en 1976.

### Photographie

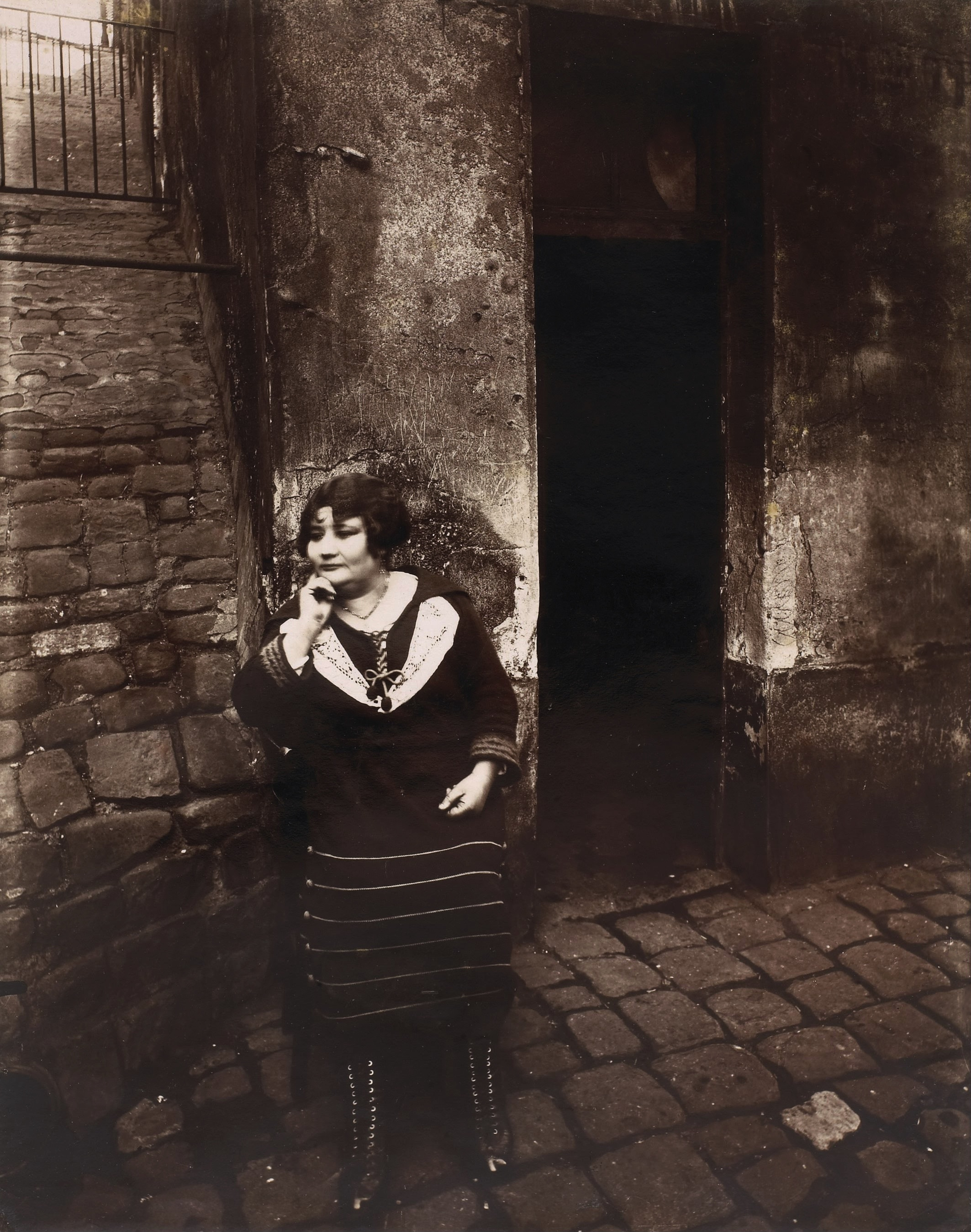
Quartier de la Villette, photographie d'Eugène Atget, 1921.

En 1971, la photographe Jane Evelyn Atwood s’installe à Paris. Elle commence à photographier le milieu de la prostitution parisienne en 1976. En particulier dans la rue des Lombards puis à Pigalle.